# Satu Mare (distrito)
Satu Mare é um judeţ (distrito) da Romênia, na região da Transilvânia. Sua capital é a cidade de Satu Mare.